# Iona Island, British Columbia
Iona Island är en ö i Kanada.   Den ligger i provinsen British Columbia, i den sydvästra delen av landet, 3 500 km väster om huvudstaden Ottawa. Arean är 1,7 kvadratkilometer.
Terrängen på Iona Island är mycket platt. Öns högsta punkt är 9 meter över havet. Den sträcker sig 1,7 kilometer i nord-sydlig riktning, och 3,8 kilometer i öst-västlig riktning.
Runt Iona Island är det i huvudsak tätbebyggt. Runt Iona Island är det mycket tätbefolkat, med 1 313 invånare per kvadratkilometer.